# Línguas da Europa

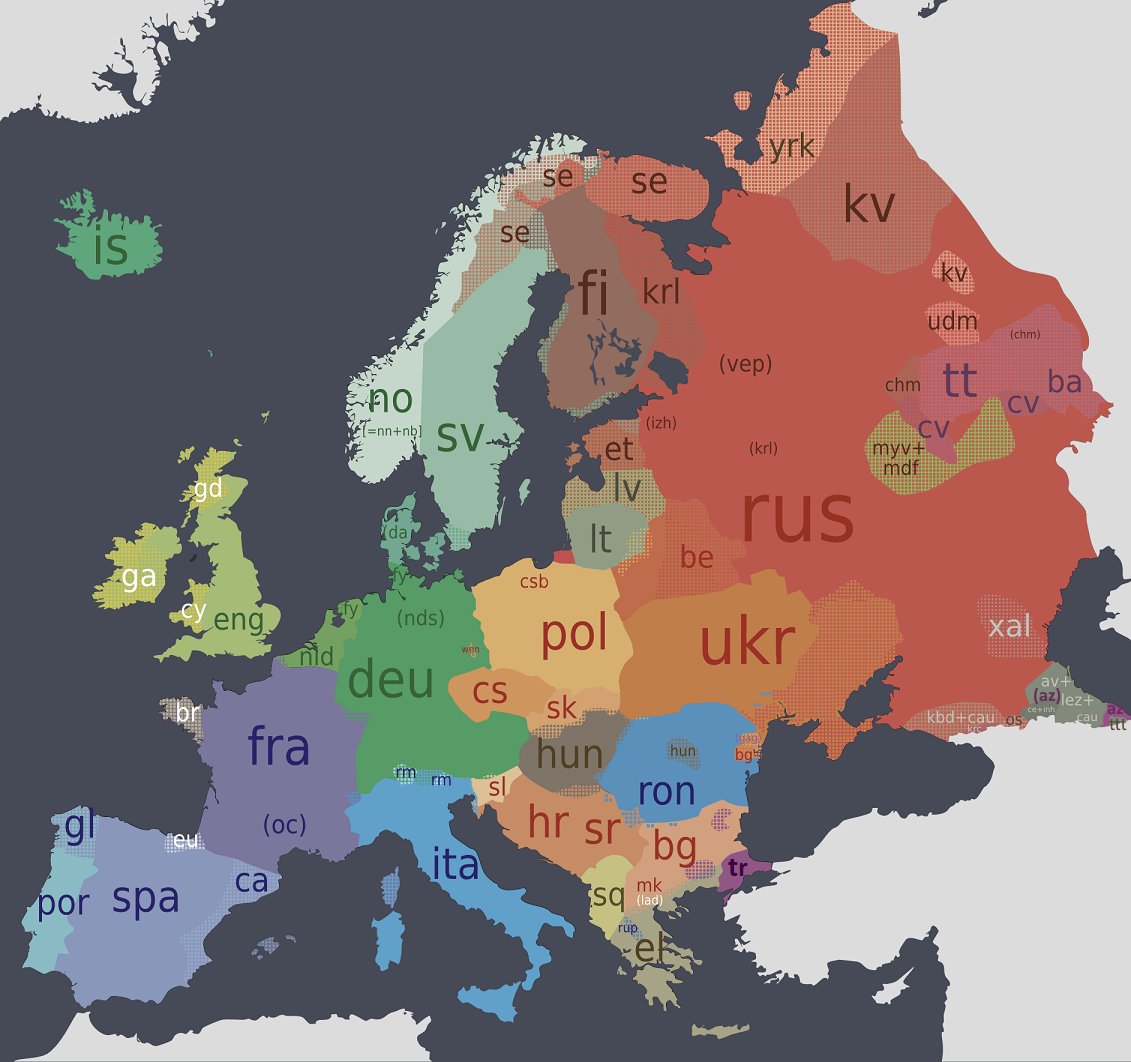
Distribuição aproximada das línguas atualmente faladas na Europa

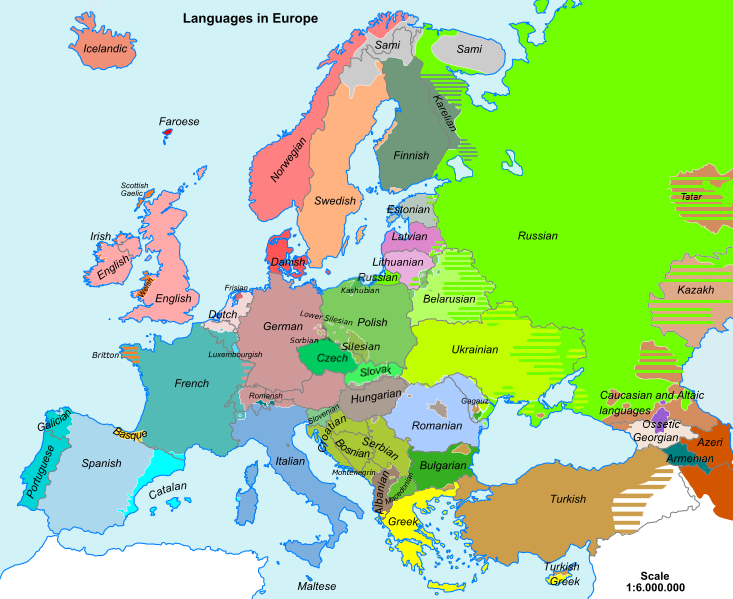
Línguas da Europa

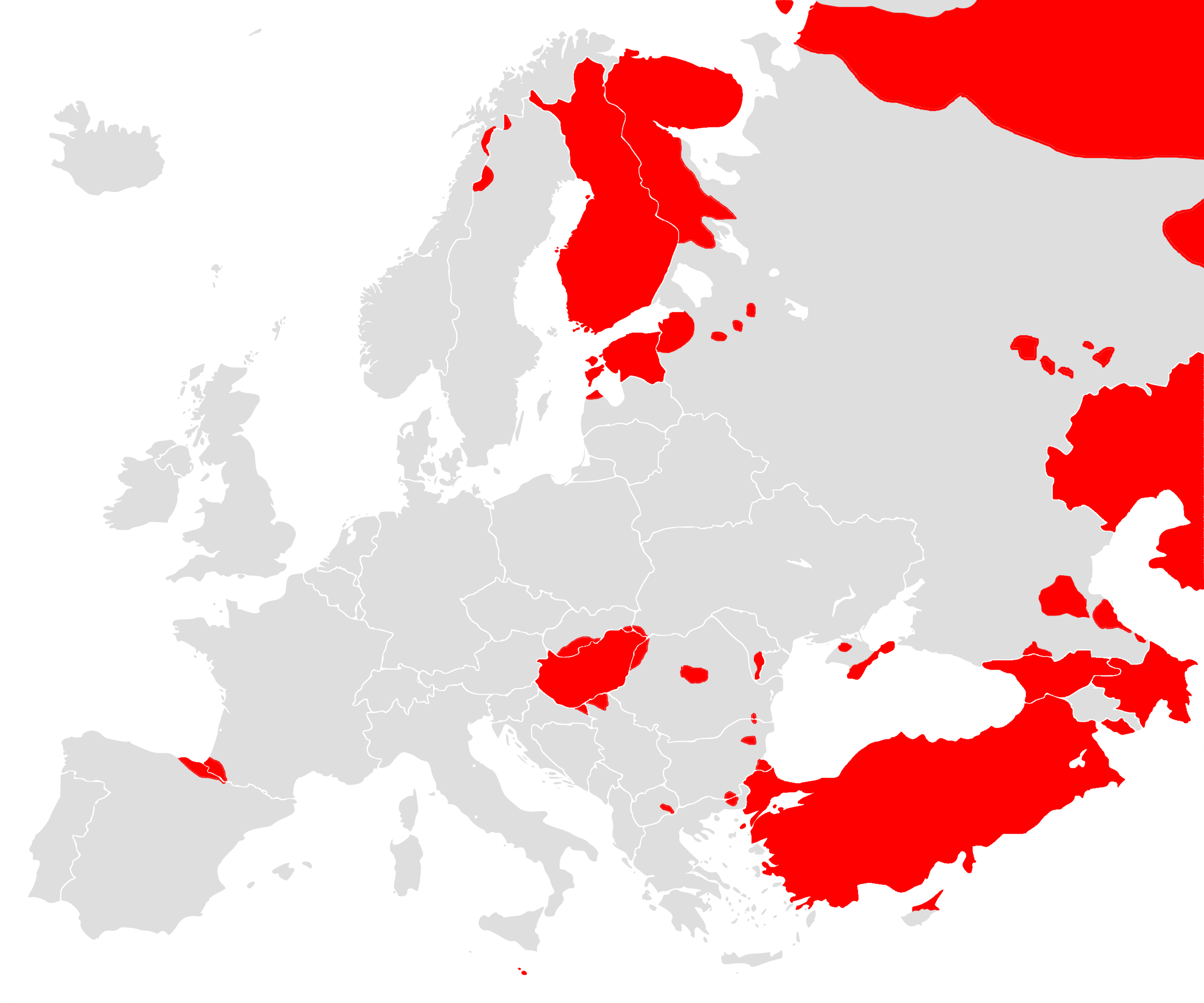
Línguas europeias que não pertencem ao grupo indo-europeu: Basco, Estoniano, Finlandês, Húngaro, e Turco

A maioria das muitas línguas da Europa pertence à família de línguas indo-europeias. Outra grande família é das línguas fino-úgricas. A família das línguas turcomanas têm vários membros europeus. As famílias linguísticas do Cáucaso setentrional e meridional são importantes na extremidade sudeste do continente europeu. O basco é uma língua isolada. 
Na Europa são faladas mais de 60 línguas - oficiais ou regionais e dialetos de povos. Há países que têm uma única  língua oficial: França, Alemanha, Hungria e  Islândia. Outros admitem língua regionais como na Espanha, onde o catalão é oficial apenas na Catalunha, o galego na Galiza. Em Portugal, o Mirandês é a segunda lingua oficial. Na Irlanda é reconhecido o gaélico irlandês, como língua minoritária. Há línguas mortas que tentam ser ressuscitadas, caso da manx que em 1974 já não tinha qualquer habitante da ilha de Man a usá-la como língua materna, mas depois de ser ensinada nas escolas possui na atualidade 300 falantes que a usam como língua materna. A Bélgica é um país trilíngue, mas em que duas línguas, o neerlandês, também conhecido erradamente por flamengo (é o nome dado aos habitantes de língua neerlandesa da Bélgica) e o francês, esmagam o alemão. As duas principais comunidades linguísticas vivem numa espécie de apartheid linguístico, em que tudo desde jornais e televisões estão claramente divididos em duas partes, tendo havido conflitos, por causa do uso oficial das línguas. Há municípios em que há tolerância do uso dos dois idiomas. O país com mais línguas oficiais é a Suíça,  três latinas - francês, italiano e o romanche - e uma de origem germânica - o alemão. A variedade linguística atual da Europa é resultado das línguas primitivas que sofreram alterações.

## Primeiros dicionários e gramáticas
Os primeiros tipos de dicionários eram glossários, isto é, listas mais ou menos estruturadas de pares léxicos (em ordem alfabética ou de acordo com campos conceituais). O Codex Abrogans germano-latino foi um dos primeiros. Uma nova onda de lexicografia iniciou-se de fins do século XV em diante (depois da introdução da prensa móvel e com o interesse crescente de padronização das línguas).

## Divisão geolinguística
A Europa é dividida em grandes áreas segundo famílias linguísticas. São elas: Europa latina (línguas românicas), Europa germânica (línguas germânicas), Europa eslava (línguas eslavas), e Europa celta (línguas célticas).